# Vennesla
Vennesla è un comune norvegese della contea di Agder nella parte meridionale della Norvegia. Dista poco meno di 20 km da Kristiansand, il capoluogo della contea.
Il comune venne fondato nel 1865 scorporando del territorio dal comune di Øvrebø, l'estensione attuale è il risultato della fusione avvenuta nel 1964 dei tre comuni di Vennesla, Hægeland e parte di quello di Øvrebø.
Confina a nord con i comuni di Evje og Hornnes, a nordest con quello di Iveland e ad est con Birkenes, a sud e sud-ovest confina con il comune di Kristiansand e a nordovest con quello di Lindesnes. 

## Geografia
Il territorio del comune si sviluppa sulle due sponde del fiume Otra ed è prevalentemente collinoso, solcato da brevi vallate e ricoperto da foreste, solo il 3% del territorio è coltivato. La massima elevazione è pari a circa 500 m s.l.m. nell'area nordoccidentale al confine col comune di Lindesnes. 
Centro amministrativo del comune è la cittadina di Vennesla (13 300 abitanti), composta da diversi nuclei abitati uno dei quali si trova nel comune di Kristiansand. Gli altri centri abitati del comune sono tutti localizzati a nordest di Vennesla lungo la strada statale N. 9 e sono Skarpengland, Hægeland e Slettebrotane.
È attraversato dal pescoso fiume Otra che scorre poi verso Kristiansand dove sfocia nel mare. Per numero di abitanti è il terzo comune della contea.

## Economia
L'attività forestale ha sempre giocato un ruolo importante nell'economia della zona insieme alla produzione di mobili. Per molti anni è rimasta in funzione un'importante cartiera, la Hunsfos Fabrikker, che in passato aveva rappresentato la più importante attività industriale di questa area, dando lavoro a più di 600 persone alla fine degli anni '90; a causa dei risultati economici non soddisfacenti protrattisi per molti anni, l'impianto è stato chiuso nel 2011.
Vi si trovano numerose centrali idroelettriche che sfruttano il corso del fiume Otra.